# Tsuru Shima
Tsuru Shima (en japonés: 与論島) es parte de la prefectura de Okayama, Japón. Se trata de una pequeña isla deshabitada situada en el mar Interior de Seto, opacada por la Kakuijima mucho más grande, y a aproximadamente a 6 kilómetros de la frontera de las prefecturas de Hyogo y Okayama. Durante el período Meiji la isla fue utilizada como una colonia penal para los cristianos.